# Lumefantrină
Lumefantrina (denumită și benflumetol) este un medicament antimalaric derivat de fluoren, fiind utilizat în tratamentul malariei, dar în asociere cu artemeter (co-artemeter). Calea de administrare disponibilă este cea orală.